# Liste der Mitglieder der National Academy of Sciences/1947
Im Jahr 1947 wählte die National Academy of Sciences der Vereinigten Staaten 34 Personen zu ihren Mitgliedern.

## Neugewählte Mitglieder
- Paul S. Alexandroff (1896–1982)
- Luis W. Alvarez (1911–1988)
- Robert F. Bacher (1905–2004)
- Frederick Bartlett (1886–1969)
- Paul D. Bartlett (1907–1997)
- Jacob A. Bjerknes (1897–1975)
- Francis G. Blake (1887–1952)
- R. Alexander Brink (1897–1984)
- Johannes N. Bronsted (1879–1947)
- Ralph W. Chaney (1890–1971)
- Arthur Cope (1909–1966)
- Farrington Daniels (1889–1972)
- Peter J. Debye (1884–1966)
- Arnold Gesell (1880–1961)
- James Gilluly (1896–1980)
- Richard B. Goldschmidt (1878–1958)
- Samuel Goudsmit (1902–1978)
- Bjørn Helland-Hansen (1877–1957)
- Charles Herty, Jr. (1896–1953)
- Frederik L. Hisaw (1891–1972)
- Wolfgang Köhler (1887–1967)
- Kaj U. Linderstrom-Lang (1896–1959)
- Lewis Longsworth (1904–1981)
- Edwin M. McMillan (1907–1991)
- Walter Meek (1878–1963)
- John Lawrence Oncley (1910–2004)
- Lars Onsager (1903–1976)
- John P. Peters (1887–1955)
- Paul A. Smith (1900–1980)
- C. Richard Soderberg (1895–1979)
- Paul A. Weiss (1898–1989)
- Frits Warmolt Went (1903–1990)
- E. Bright Wilson (1908–1992)
- Robert E. Wilson (1893–1964)